# Toulouse Football Club
O Toulouse Football Club é um clube de futebol francês. Sua sede fica na cidade de Toulouse. A equipe está disputando a primeira divisão do campeonato francês (Ligue 1), Suas cores são o roxo e o branco. Foi campeão da Copa da França na temporada 2022-2023.

## Estádio
O Stade de Toulouse foi inaugurado em 1949, possui capacidade para 35.575 pessoas. 

## Títulos
| Nacionais | Nacionais                        | Nacionais | Nacionais                 |
|           | Competição                       | Títulos   | Temporadas                |
| --------- | -------------------------------- | --------- | ------------------------- |
|           | Copa da França                   | 1         | 2022-23                   |
|           | Campeonato Francês - 2.ª Divisão | 3         | 1981-82, 2002-03, 2021-22 |

## Elenco atual
Atualizado em 26 de julho de 2025.
- : Capitão
- : Jogador lesionado/contundido